# 太白乌头
太白乌头（学名：Aconitum taipeicum），为毛茛科乌头属下的一个植物种。